# 童貞ペンギン
『童貞ペンギン』（どうていペンギン、Farce of the Penguins）は、2007年に発売されたアメリカ合衆国のビデオ映画。R-15指定作品。

## 概要
コウテイペンギンを描いた2005年のドキュメンタリー映画 『皇帝ペンギン』 をパロディにしており、邦題は「皇帝」と「童貞」、原題は "March" （行進）と "Farce" （茶番劇）を掛けた駄洒落である。
監督・脚本・主演はボブ・サゲットで、本作は監督のサゲットが出演した『フルハウス』のキャスト（ジョン・ステイモス、デイブ・クーリエ、ロリ・ロックリン、スコット・ウェインガー及びジョディ・スウィーティン）が出演する作品としても知られている。
日本においてはムービーアイ配給で2007年7月14日よりシアターN渋谷ほか全国で公開された。

## ストーリー
理想の相手との愛あるセックスを夢見る童貞ペンギンのカールや、口が悪いタフガイ気取りのジミーたち南極のコウテイペンギンのオスが、繁殖期に交尾相手を求めて70マイル離れたメスペンギンたちの待つコロニーへひたすら歩き続ける。
途中ゲイペンギンによる妨害、恋のライバル争いなど様々な困難が待ちうける。一方コロニーでは愛する相手を求める処女メリッサ、セックスの待ち遠しいヴィッキーらメスペンギンたちがエロい妄想を膨らませていた。

## 声の出演
- サミュエル・L・ジャクソン ： ナレーター
- ボブ・サゲット ： カール
- ルイス・ブラック ： ジミー
- クリスティナ・アップルゲート ： メリッサ
- モニーク ： ヴィッキー
- ジェームズ・ベルーシ
- ジェイソン・アレクサンダー
- ジェイソン・ビッグス
- トレイシー・モーガン
- ノーム・マクドナルド
- デーン・コック
- ウーピー・ゴールドバーグ
- エイブ・ヴィゴダ
- アダム・ドゥーリッツ
- カルロス・メンシア
- ジェイミー・ケネディ
- ジョン・ステイモス
- デイブ・クーリエ
- ジョディ・スウィーティン
- ロリ・ロックリン
- スコット・ウェインガー
- ギルバート・ゴットフリード